# Мотоциклы на шасси «BUT»
Шасси BUT с мотором Кавасаки — экспериментальный гоночный мотоцикл с магниевой рамой, созданный к 1979 году командой «Rieju».
Один из основных пилотов машины, мотогонщик Эрве Гийу высказал мнение о том, что для своего времени это был технологический прорыв, но машина была настолько сырой, что о серьёзном соперничестве в чемпионате не могло быть и речи (фр. «Une idée merveilleuse, mais pas une véritable moto de course»).
Эрве Гийу стартовал на этом мотоцикле всего один раз и сразу пришёл четвёртым, опередив достаточно именитых спортсменов.

## История
Первым идеологом мотоцикла с магниевой рамой был гонщик команды Кавасаки Эрик Оффенштадт (Eric Offenstadt).
Он создал компанию SMAC, в рамках которой руководил созданием пространственных мотоциклетных шасси из лёгких материалов.
Реализовывал эту идею гонщик и конструктор Вик Суссан.
На этом мотоцикле испанский гонщик Виктор Паламо (Victor Palamo) завершал чемпионат 1975 года.
Следующее шасси изначально строилось как национальный французский проект, была создана команда «Rieju», но идея забуксовала без финансовой помощи.
Тогда концерн «BUT» оказал этой идее спонсорскую поддержку и появился мотоцикл с магниевой рамой и мотором Ямаха TZ350F.
Его тестером стал знаменитый французский пилот Оливер Шевалье ,а в команде механиков активно работал его брат Ален.
Эрик Оффенштадт планировал участвовать в соревнованиях на этом мотоцикле, но распределение масс машины привело к тому, что мотоцикл получился «слишком вертлявым» и он отказался от участия в гонках на этом шасси.
На этом аппарате выступал Эрве Гийу, его напарником-пилотом стал французский конструктор Клод Фьор.
Фьор, видимо, достаточно хорошо изучил эту машину.
К следующему сезону он выставил на соревнования мотоцикл собственной конструкции с легкосплавной рамой.
А Эрве Гийу сохранил контракт с этим спонсором и, когда в 1983 году завершил сезон на четвёртом месте, на его мотоцикле также было название компании «BUT».